# Крутяк (скала)
Крутя́к — обрывистая гранитная скала на берегу Верх-Нейвинского пруда, в посёлке Верх-Нейвинском Свердловской области России.

## Наименование
Современное название скал — Крутяк — означает обрыв, крутой склон. Ранее данную местность называли Слудно или Слудное. Название со временем видоизменилось и закрепилось в виде наименования Слюдяного мыса. Известно, что слюды в данной местности нет.

## География
Скала Крутяк расположена на юге посёлка Верх-Нейвинского, на северном берегу одноимённого пруда, в западной части Слюдяного (Слюдного) мыса.
Скала является обрывистой. С вершины Крутяка открывается вид на акваторию Верх-Нейвинского пруда, западную часть посёлка и на Привокзальный район соседнего города Новоуральска. На вершине скалы есть небольшая поляна, заросшая берёзами. К востоку от неё расположена жилая застройка посёлка. Добраться до Крутяка можно по Таватуйской улице.